# Xã London, Michigan
Xã London (tiếng Anh: London Township) là một xã thuộc quận Monroe, tiểu bang Michigan, Hoa Kỳ. Năm 2010, dân số của xã này là 3.048 người.